# 学校法人
学校法人（がっこうほうじん）とは、私立学校の設置・運営を行う法人である。
公益法人（非営利法人）の一つであり、私立学校の設置を目的として私立学校法（昭和24年法律第270号）の定めるところにより設立される法人（同法第3条）。税法上は公益法人等に分類される。所轄庁は、文部科学大臣又は都道府県知事である。
- 理事会：学校法人の運営の最終的な意思決定機関で、合議制で運営される。理事の過半数で意思決定される。
- 監事：学校法人の経営面や教学面、財産状況を監査する。外部監事が1人以上必要である。
- 評議員会：学校法人の運営について意見を述べる諮問機関であり、理事の定数の2倍以上で組織される。
- 会計監査人： 学校法人の会計や財務状況を監査する公認会計士または監査法人が行い、 補助金の適正執行を担保する役割を担う。文科省大臣所轄の場合は、設置義務となる。

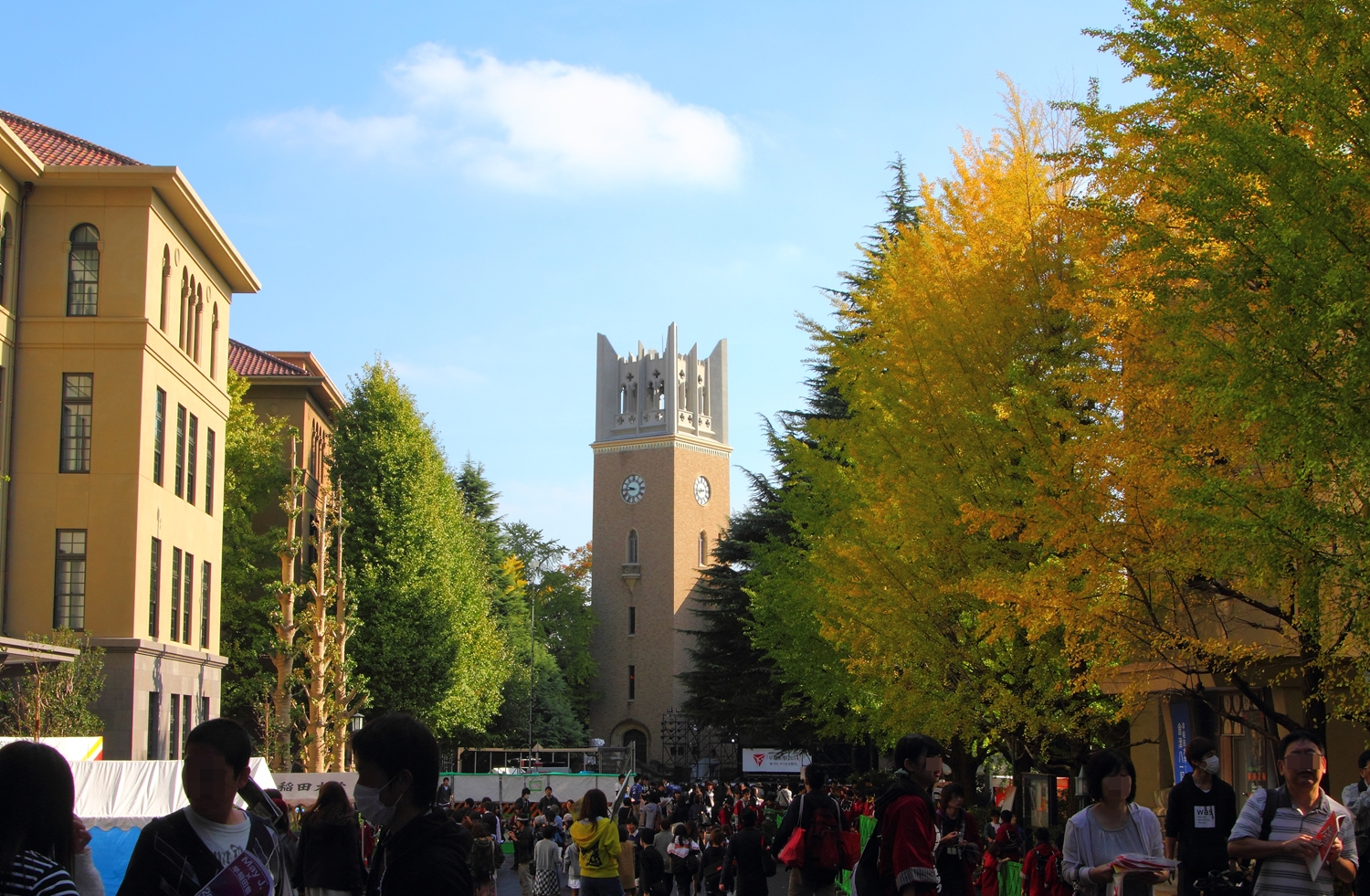
「学校法人早稲田大学」が設置する早稲田大学

## 概要
学校法人は、設立母体としてはほとんどが民間によるものであるが、中には以下のように公的な性格を有するものも存在する。
- 法律に基づき設置
  - 放送大学学園（文部科学省及び総務省所管。当初は特殊法人） - 放送大学学園法
  - 学校法人沖縄科学技術大学院大学学園（内閣府所管） - 沖縄科学技術大学院大学学園法
    - なお、前身は独立行政法人沖縄科学技術研究基盤整備機構だった。
- 学校法人自治医科大学 - 47都道府県により設立
- 学校法人産業医科大学 - 厚生労働省労働基準局所管の財団法人が運営を支援

また、地方自治体が設立した公設民営方式の学校法人も存在する。
なお私立学校法は、学校法人でない者は、その名称中に「学校法人」という文字を用いてはならないと規定するが、会社法などと異なり、学校法人の名称に特定の文字を含めることを義務づける規定を設けていない。

## 位置づけ
第二次世界大戦前は、私立学校は民法上の財団法人により設置されていたが、戦後の私立学校法により、学校を運営するための財団法人の特殊な形として学校法人が定められた。設立には一定額以上の基本財産の寄付が必要で、法人の基本規則を定めるものは定款ではなく寄附行為となる。一般財団法人は、根拠法が民法から一般社団法人及び一般財団法人に関する法律になった際、基本規則を定めるものが寄附行為から定款に変更されたが、学校法人は寄附行為のままである。
なお、一般的な財団法人と異なる点は、
1. 理事長及び設置する学校の長も含め5人以上の理事や2人以上の監事を置くこと（私立学校法第35条）。なお、理事長は、学校法人の役員であり、学校の長である校長と兼務することもあるが、本来は別個の役職である。
2. 法人運営に広く学校法人の教職員や卒業生等の意見をとり入れるため理事の2倍を超える数の評議員で組織する評議員会が必置機関であること（私立学校法第41条）

など、学校の設置者としての特則が設けられていることである。
また、一般の事業法人（会社）と異なる点は、
1. 合併及び破産手続開始の決定を事由とする場合を除き、解散する時は、残余財産を他の学校法人等に帰属させること（第51条第3項）
2. 解散命令など所轄庁の監督権限についても法律上規定したこと

など、公教育を行う主体にふさわしい公共的な性格を高めるための様々な制度的仕組みが設けられていることである。

## 私立学校の設置
私立学校は、学校法人の設置する学校（学校教育法（昭和22年法律第26号）第1条に規定する学校、いわゆる一条校）である（私立学校法第2条第3項、学校教育法第2条第2項）。
これ以外に、構造改革特別区域法（平成14年法律第189号）の規定による学校教育法の特例により学校を設置することができる株式会社（学校設置会社）及び特定非営利活動法人（学校設置非営利法人）が構造改革特別区域に設置する学校も私立学校である。

また、学校教育法では、同法附則第6条で、「私立の幼稚園は（中略）学校法人によつて設置されることを要しない」と規定し、学校法人以外の法人又は個人による幼稚園の設置を認めており、いわゆるパパ・ママ先生が運営する個人立幼稚園、寺院や教会が運営する宗教法人立幼稚園、保育園（保育所）を運営しながらも教育を重視した社会福祉法人立幼稚園もある。

なお、一つの学校法人が複数の私立学校を設置する事も認められている。

## 税制
公益法人である学校法人は税制面で優遇され、その収益について基本的に非課税とされる。
ただし教育事業以外の収益事業における収益については法人税が課税されるが、普通法人の法人税率が25.5パーセントであるのに対して、学校法人は中小企業者や協同組合等と同じく19パーセントとなるほか、消費税などその他の国税及び各種地方税についても様々な減免措置が講じられている。
なお収益事業の例としては、学校教育のリソースを活用した一般対象の教養講座や資格取得講座、研究成果に基づくコンサルティング事業、保有不動産の賃貸借事業・資格試験や発表会等の会場貸しが挙げられる。

## 準学校法人
準学校法人は「専修学校又は各種学校の設置のみを目的とする法人」（私立学校法第64条第4項）であり、いわゆる一条校以外の教育施設のみを運営する法人である。準学校法人は、同条第6項の規定により認可を受けて学校法人となり、また学校法人が、同条第6項の規定により認可を受けて準学校法人となることができる。なお、準学校法人という言い方は、法律上のものではない。また準学校法人は、名称中に「学校法人」を使用できる（第65条ただし書）ため、法人の名称のみで「学校法人」と「準学校法人」を区別することは難しい。

## 備考
銀行振込で使う略称は「ガク」である。
【学校法人を設立する流れ】
1. 事前調査・打ち合わせ
2. 学校設置計画申請
3. 行政機関による実地調査・審議
4. 認可証の交付及び学校法人設立の登記
5. 口座開設や土地建物移転登記等の寄附の実施
6. 設立登記完了届、各種規定等の書類の提出

## 記号
学校法人を表す㈻が「全角括弧付き学」としてUnicodeに含まれている。
| 記号 | Unicode | JIS X 0213 | 文字参照          | 名称                                         |
| ---- | ------- | ---------- | ----------------- | -------------------------------------------- |
| ㈻   | U+323B  | -          | &#x323B; &#12859; | 全角括弧付き学 PARENTHESIZED IDEOGRAPH STUDY |
| ㊫   | U+32AB  | -          | &#x32AB; &#12971; | 丸学 CIRCLED IDEOGRAPH STUDY                 |